# Castillo de Fuentidueña (Segovia)
El castillo de Fuentidueña se halla en el municipio del mismo nombre, en la provincia de Segovia, comunidad autónoma de Castilla y León, España. Apenas se conservan unas ruinas del mismo, que junto a un entorno de protección recibieron la catalogación de Bien de Interés Cultural el 3 de julio de 1995.

## Descripción
El castillo de Fuentidueña constituye un conjunto disperso de restos de edificaciones, torres y muros, situados en la parte alta de un amplio recinto amurallado, del que forma parte, quedando perfectamente integrado, con una función de alcázar, como último reducto, en caso de que fuera tomada la población.
De planta pentagonal irregular, ocupa una superficie aproximada de 5.000 m², en un terreno con muchos desniveles, con amplio foso y barbacana.
De dudosa cronología, las actuales ruinas, formadas por mampostería, rellenas de cal y canto, parecen proceder de alguna reforma de los siglos XII al XIII.